# Embalse de Gladhouse
El embalse de Gladhouse o lago Moorfoot, es un lago artificial situado en Midlothian, Escocia (Reino Unido), a ocho kilómetros al sur de Penicuik. Se trata de la mayor reserva de agua en el área de Lothians.

## Historia
El embalse se construyó en 1879 por el ingeniero James Leslie y es el más antiguo de los construidos en la cuenca del río Esk Sur. El inicio de los trabajos se desarrolló a lo largo del río en una explanada de 300 m de longitud, creando un lago artificial que se extendería originalmente en torno a 160 ha, con una capacidad de 7,73 hm³ El proyectó se realizó para suministrar agua potable a Edimburgo, cuando los embalses de la zona de Pentland Hills se habían quedado anticuados y no cubrían las necesidades de la ciudad.
El coste de la construcción del embalse ascendió a la cantidad de 65 000 libras esterlinas, a la que hubo que sumar las 40 000 libras por las que se adquirieron las tierras.

## Descripción
En la actualidad, el embalse cubre un área extensa de 186 ha, de aguas relativamente poco profundas con dos islas en su interior, alcanzando una altura de 270 m s.n.m. al pie de las colinas de Moorfoot.
Existen dos salidas de agua a través de tuberías, una para devolver el caudal ecológico al río, y otra para suministrar agua a la ciudad.
Gladhouse está considerado como un espacio de especial interés científico, y una zona de especial protección para las aves, que alberga una importante población de ánsar común, además de otras especies de aves acuáticas.